# Bak Henrik
Bak Henrik (Szeged, 1846. szeptember 22. – Atlanta, 1915. május 25.) orvos, belgyógyász, a San Franciscó-i Egyetem tanára.

## Élete
Híres rabbi-családból származott. Tanulmányait a Bécsi Egyetemen végezte, ahol Hyrtl, Skoda és Billroth professzorok mellett dolgozott. Würzburgban, Berlinben, Párizsban folytatott orvosi praxist, majd 1873-ban Amerikába ment és Chicagóban telepedett le. Itt csakhamar olyan hírnévre tett szert, hogy két év múlva meghívást kapott a San Franciscó-i Egyetem belgyógyászati tanszékére. Előadásaira özönlöttek a hallgatók, s mint orvost is Amerika minden részéből felkeresték a betegek. Tíz évig tartózkodott San Franciscóban, mialatt háza találkozóhelye volt a művészet és tudomány kiválóságainak. A San Franciscó-i klíma aláásta a túlhajtott munkától amúgy is meggyengült egészségét, s ezért délvidékre, Georgia állam fővárosába, Atlantába költözött. Itt sokáig működött még s tudományos munkálkodása mellett élénk publicisztikai tevékenységet is kifejtett. Nagyobb angol nyelvű munkát írt az akkor virágzásának tetőpontján levő Bécsi Egyetemről. E könyve nagyon népszerű volt amerikai orvosi körökben és több kiadást is megért.